# صدور الدجاج
سدور لجاج (بالعربية: صدور الدجاج)، هو طبق تقليدي جزائري من الدجاج.

## الوصف
هذا هو غراتان الدجاج والبيض باستخدام تقنية الطبخ المزدوج، وهي تقنية المطبخ الجزائري المستخدمة في صنع الغراتان، والتي كانت موجودة سابقًا في الجزائر، ولا تزال مستمرة حتى يومنا هذا :الطبخ الأول يكون في الصلصة في طبق خزفي، والطبخ الثاني في الفرن.